# NGC 2537A
NGC 2537A (другие обозначения — MCG 8-15-51, PGC 23057) — спиральная галактика с перемычкой (SBc) в созвездии Рысь.
Этот объект не входит в число перечисленных в оригинальной редакции «Нового общего каталога» и был добавлен позднее.